# Altsjevsk
Altsjevsk (Oekraïens: Алчевськ, Russisch: Алчевск) is een stad in de oblast Loehansk in het oosten van Oekraïne. De stad ligt 45 km van de provinciehoofdstad Loehansk. In 2021 had de stad 106.550 inwoners.
Altsjevsk is een van de grotere industriële centra van de Donetsbekken en werd pas in 1895 gesticht. De stad heette van 1931 tot 1961 Vorosjilovsk (Russisch: Ворошиловск) en tot 1991 Kommunarsk (Russisch: Коммунарск).
Op 22 januari 2006 bezweek bijna het hele warmtedistributiesysteem van de stad door een geknapte hittepijp. Daardoor werden 60.000 mensen uitgesloten van centrale verwarming en werden aangewezen op individuele elektrische verwarmingen. Bovendien bevroor het riool ook na enkele dagen.
De voetbalclub Stal Altsjevsk komt uit deze stad.

## Geboren in Altsjevsk
- Igors Rausis (1961-2024), Lets schaker